# Dyschoriste adscendens
Dyschoriste adscendens là một loài thực vật có hoa trong họ Ô rô. Loài này được (Hochst. ex Nees) Kuntze mô tả khoa học đầu tiên năm 1891.